# Olympische Winterspiele 1992/Teilnehmer (Bolivien)
| Gelbes Symbol für Goldmedaillen mit stilisierten Olympischen Ringen | Graues Symbol für Silbermedaillen mit stilisierten Olympischen Ringen | Braundes Symbol für Bronzemedaillen mit stilisierten Olympischen Ringen |
| ------------------------------------------------------------------- | --------------------------------------------------------------------- | ----------------------------------------------------------------------- |
| —                                                                   | —                                                                     | —                                                                       |

Bolivien nahm bei den Olympischen Winterspielen 1992 im französischen Albertville mit fünf Sportlern teil.
Es war die fünfte Teilnahme bei Olympischen Winterspielen nach 1956.

## Teilnehmer nach Sportarten

### Ski Alpin
- Carlos Aramayo
Riesenslalom → 87.

- Manuel Aramayo
Slalom → 57.

- Guillermo Ávila
Riesenslalom → 77.
Slalom → 50.

- José Manuel Bejarano
Riesenslalom → 89.
Slalom → 59.

- Daniel Stahle
Riesenslalom → 83.
Slalom → 56.